# The Closet
The Closet ist ein Horrorfilm des südkoreanischen Regisseurs Kim Kwang-bin aus dem Jahr 2020. Im deutschsprachigen erschien der Film am 7. August über Video-on-Demand-Plattformen und am 14. August 2020 direkt auf DVD und Blu-ray.

## Handlung
Nach dem Tod seiner Frau versucht Sang-won seine Architektenkarriere und seine Rolle als Vater unter einen Hut zu bekommen. Seine Tochter Ina wirkt ruhig und distanziert, sie spricht kaum mit ihrem Vater. Ihr Arzt rät, dass sie aufs Land ziehen sollen. Das würde Ina helfen. Sang-won sucht dabei seit einem Monat vergeblich nach einem Babysitter. Denn er muss für seine Arbeit vor Ort sein.
Kurz nach dem Umzug ändert sich Inas Persönlichkeit rapide, da sie einen Geist gesehen hat. Sang-won weiß davon nichts. Aber er hört immer wieder merkwürdige Geräusche im Haus und ist erstaunt über Inas Wandel. Sie spielt plötzlich mit einem alten Plüschtier, welches sie im Schrank gefunden haben will. Außerdem ist sie extrovertiert und feindet ihn an, als er sagt, er müsse an seine Arbeitsstelle und habe einen Babysitter gefunden. Dem Babysitter spielt sie allerdings so gravierende Streiche, dass der Babysitter das Haus verlässt. An dem Tag verschwindet Ina.
Die Medien berichten über den Fall der vermissten Ina und stellen Sang-won als Verdächtigen dar. Doch Kyung-hoon sieht die Sendung und vermutet etwas anderes. Kyung-hoon will Sang-won helfen. Er erzählt ihm, dass in zwanzig Jahren etliche Kinder in dem Schrank verschwunden seien.

## Rezeption
The Closet lief am 5. Februar 2020 in den südkoreanischen Kinos an und erreichte knapp 1,3 Millionen Besucher. Richard Yu von Cinema Escapist beschreibt den Film als Horrorfilm über eine Vater-Tochter-Beziehung. Auch wenn der Film anfangs wie ein klassischer Horrorfilm wirke, liege der Fokus doch auf einer menschlichen Beziehung. Die leidenschaftliche Suche nach der verschwundenen Tochter vergleicht Yu mit dem amerikanischen Thriller Searching. Für Yu ist es die Menschlichkeit in The Closet, die ihn zu einem großartigen Film mache. Es sei eine Reise, auf der sich Sang-won zu einem besseren Vater entwickelt. Der Film sei insbesondere für Liebhaber des Okkulten.